# Пененжно
Пененжно (пол. Pieniężno), Мельзак (нем. Mehlsack) — город в Польше, входит в Варминьско-Мазурское воеводство, Браневский повят. Имеет статус городско-сельской гмины. Занимает площадь 3,83 км². Население — 2975 человек (на 2004 год).

## История
На крутом берегу над изгибом реки Валша существовало оборонительное городище Мельцекуке (Melcekuke, видимо, от Malte, Malko — дерево, лес и Kuke, Kauks — черт, демон). Местность завоевана Тевтонским орденом в 1252 году и на крутом холме над рекой Валша построен замок. Он стал центром каммерамта. В рамках раздела земель между Тевтонским Орденом и епископством Вармийским территория «Вева» отошла в собственность капитула.
Первые упоминания относятся к 1282 году, достоверные — к 1304 году. Точная дата основания города неизвестна, получивший от соборного капитула в 1312 году уставную грамоту на кульмском праве локатор Теодорих из Лихтенфельде не справился с задачей и передал права эмигрантам из Голландии — ткачу Генриху и Фридерику из Пасленка.
В замке, построенном в начале XIV века из кирпича, с 1312 года находилась резиденция администратора капитула и фогта капитула — высшего светского чиновника епископства, отвечавшего за оборону и суд. В середине XIV века администратор переехал в Алленштейн, а Мельзак возглавил бургграф.
Из документа от 17 сентября 1326 года известно, что город Мельзак располагался в излучине Валши, был построен в виде квадрата с рынком в центре и имел «шахматную» разбивку улиц. Около 1340 года город был обнесен стеной, образовавшей вместе с замком единую систему обороны. В город вели двое ворот — с востока браневские, с юга — орнецкие.
В 1414 году, во время так называемой «Войны голода», город был полностью разграблен и сожжен татарами на польской службе. Пострадали также замок и церковь.
В 1440—1441 годах в окрестностях города вспыхнуло восстание. Восставшие отказывались нести повинности и платить подати. Восстание было подавлено.
В 1455 году Мельзак был единственным городом Вармии, принявшим сторону Тевтонского ордена. На пасху 1455 года города осадили войска Польши, Литвы и Прусского союза. 8 апреля 1455 года город был взят и сожжен. Однако победители не оставили гарнизона, и войска Тевтонского ордена беспрепятственно заняли его снова. По Торуньскому миру 1466 года Мельзак со всей Вармией отошел Польше.
В 1626 году шведские войска заняли город и полностью сожгли его. Уцелели только замок и церковь. В пожаре 1666 года сгорели и они. Пожары уничтожали город в 1703, 1813, 1829 и 1847 году. Только в 1892 году появилась первая добровольная пожарная бригада.
Первая железнодорожная линия, соединившая город с Браунсбергом, была проложена в 1884 году, а в 1885 году установлено железнодорожное сообщение с Алленштейном и Кёнигсбергом. Железнодорожный вокзал открыт 1 мая 1914 года.
18 марта 1904 года в городе был учрежден первый в Вармии сельскохозяйственный торговый кооператив. В 1908 году открыта мастерская по ремонту сельскохозяйственной техники, в 1913 году — большой амбар, в 1916 — ещё один. В 1917 году построены новые склады для овощей и фруктов. В 1919—1920 годах — мельница. В 1931 году кооператив стал дочерним предприятием кооператива в Кёнигсберге.
В 1895 году открылся молочный кооператив, который в 1930 году стал филиалом молочного кооператива в Кёнигсберге.
Несмотря на сопротивление жителей, в 1908 году город получил газ. В том же году начал действовать водопровод. До того использовались уличные насосы, которые поставляли воду по выдолбленным из дерева трубам. С 1916 года часть домов, прилегающих к частной электростанции, получила электроэнергию. Канализация была проложена только в 1926 году. В этом же году было проведено общее благоустройство города, улицы выложены гранитной плиткой, заменившей покрытие из тесаного камня.
Близ Мельзака, входившего в то время в Восточную Пруссию, в ходе боёв в феврале 1945 года погиб командующий 3-м Белорусским фронтом генерал И. Д. Черняховский.
Впервые город попал под артиллерийский обстрел и массированную бомбежку 5 февраля 1945 года. Женщины и дети были эвакуированы ранее по железной дороге, но ряд жителей не захотел покидать город. 10 февраля немецкие войска призвали гражданских лиц безоговорочно покинуть город. Осталась лишь незначительная часть населения, в основном не сумевшая эвакуироваться по причине старости или болезни. 17 февраля 1945 года Мельзак занят войсками 3 Белорусского фронта. На 15 июня 1945 года в нём насчитывалось 449 жителей.
В октябре 1945 года началась репатриация населения. Первый транспорт привез 498 человек из окрестностей Вильнюса. Впоследствии, наряду с репатриантами, начали прибывать люди из центральных областей Польши.
Согласно решениям Потсдамской конференции СССР передал город Мельзак (в составе значительной части Восточной Пруссии) Польше. Город был переименован в Пененжно. В 2015 г. власти города демонтировал памятник погибшему здесь советскому генералу И. Д. Черняховскому, мотивируя это правом определять политику на своей территории.

## Название и герб
Древнейшее известное название древнепрусского замка — Мельцекуке (Melcekuke, видимо, от Malte, Malko — дерево, лес и Kuke, Kauks — черт, демон). Немецкие колонисты, прибывшие для основания города, адаптировали его как Мельзак (Mehlsack, Melzak) — мешок муки. После включения города в состав ПНР в 1945 году использовалось название Манковоры (Mąkowory) — прямой перевод немецкого названия на польский. В 1947 году на основании распоряжения министров государственного управления и отвоеванных земель от 12 ноября 1946 года название было изменено на Пененжно — в честь Северина Пененжно (младшего), — издателя довоенной «Ольштынской газеты», расстрелянного 24 февраля 1940 года в концлагере Хохенбрух.
Герб Пененжно представляет собой на голубом гербовом щите перекрещенные серебряный меч и золотой ключ, меж ними три серебряных мешка с мукой. Меч и ключ — атрибуты святых Павла и Петра, соответственно, покровителей городского собора. Мешки с мукой отсылают к немецкому названию города.
Гербовая эмблема известна с городской печати XIV века.
По легенде, когда шведская армия осаждала город, жители вытащили последний мешок муки и развеяли его над вражеским лагерем. Решившие, что у горожан достаточно запасов, шведы отошли. Якобы отсюда и берёт начало название города и его герб. И герб, и название Мельзак, однако, известны ещё со времён Тевтонского Ордена.

## Достопримечательности
- замок Вармийского капитула XIV века
- городская ратуша XIV—XV веков
- костёл святых Петра и Павла, существующий с XIV века (современное неоготическое здание 1895—1897 годов)
- греко-католическая церковь святого Михаила 1621—1623 годов
- башня лютеранской церкви 1844—1851 годов
- железнодорожный мост 1885 года (перестроен в 1950 году)
- водонапорная башня 1905 года
- миссионерский этнографический музей конгрегации вербистов
- Памятник Черняховскому

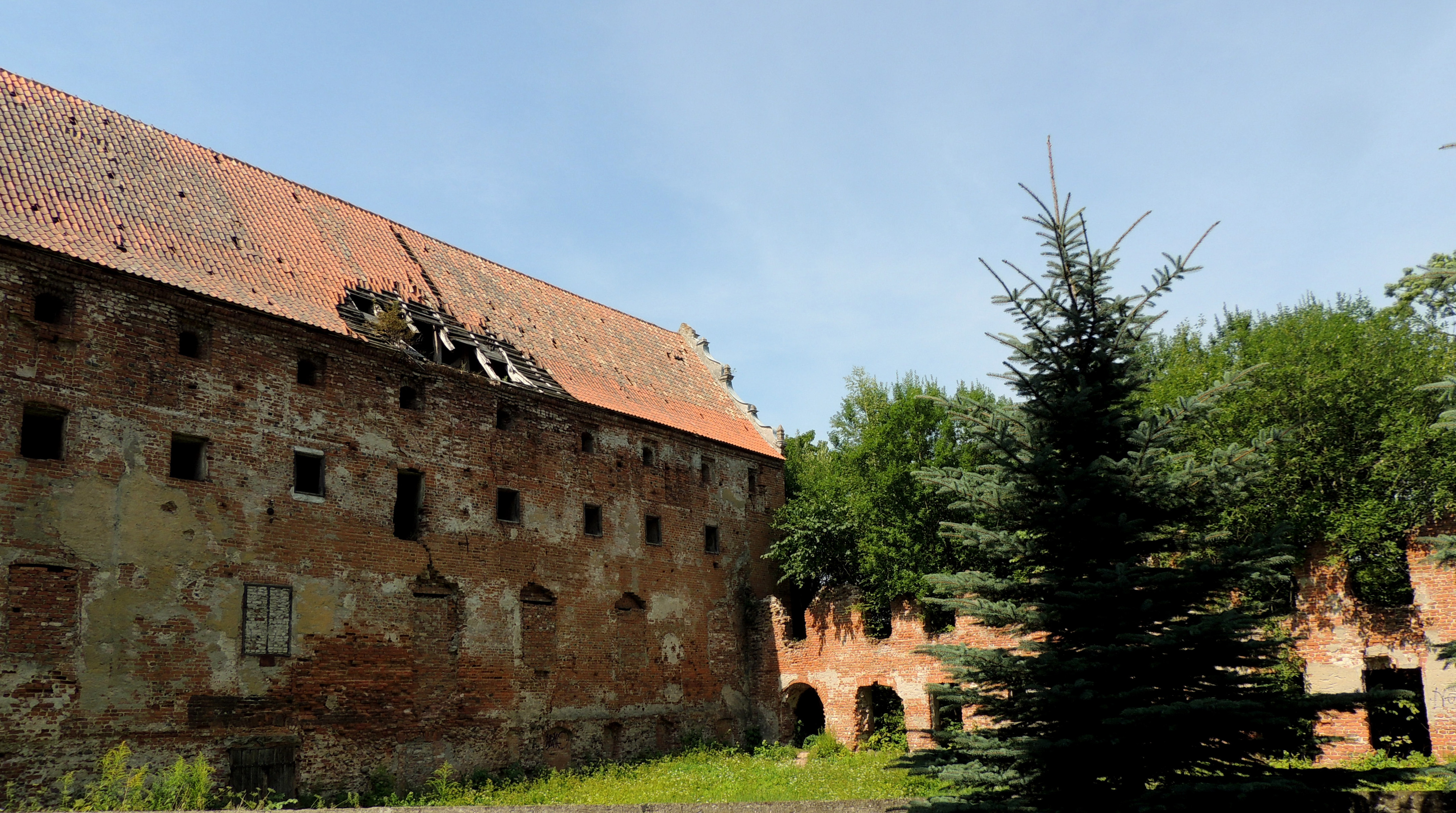
Руины замка Вармийского капитула
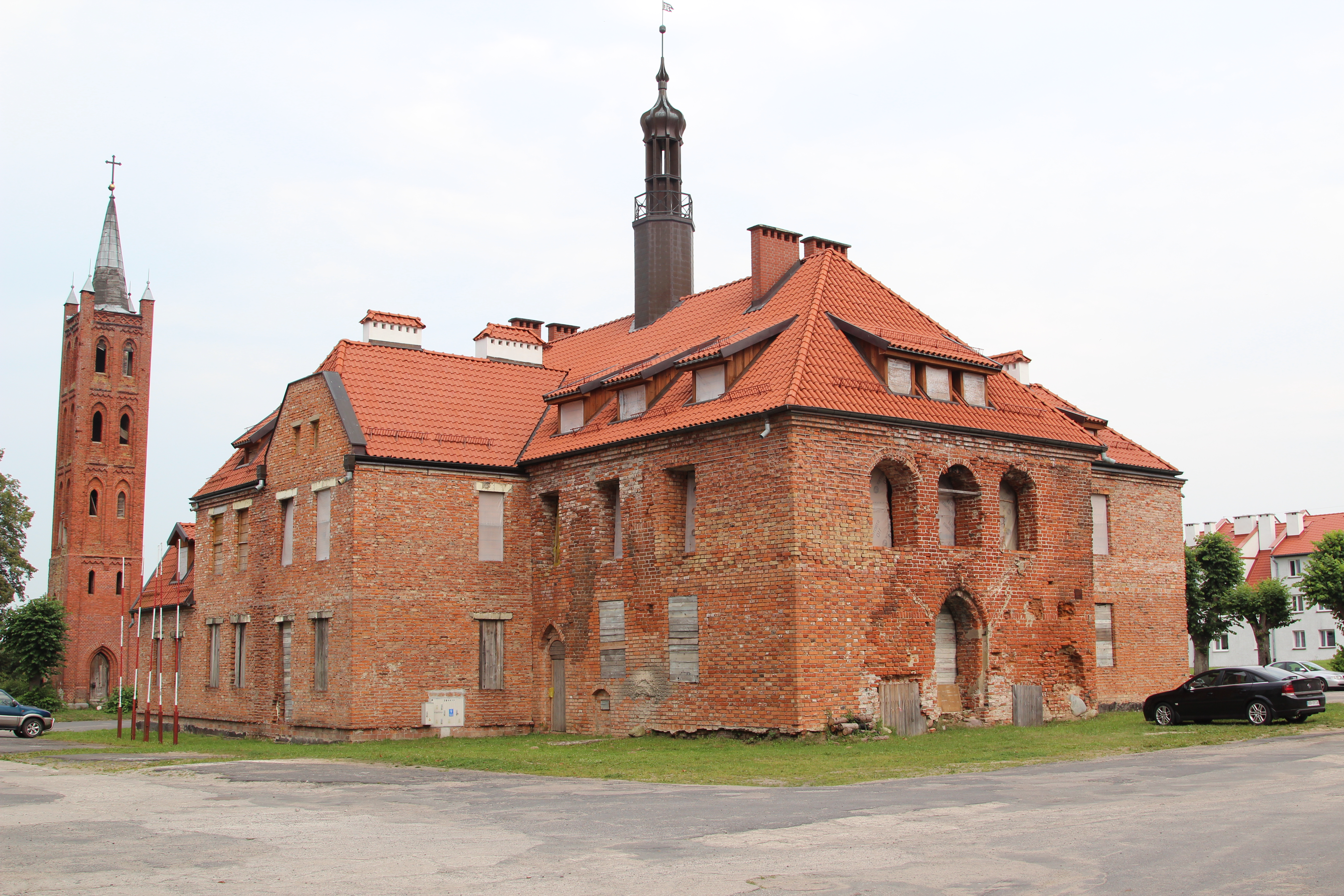
Ратуша
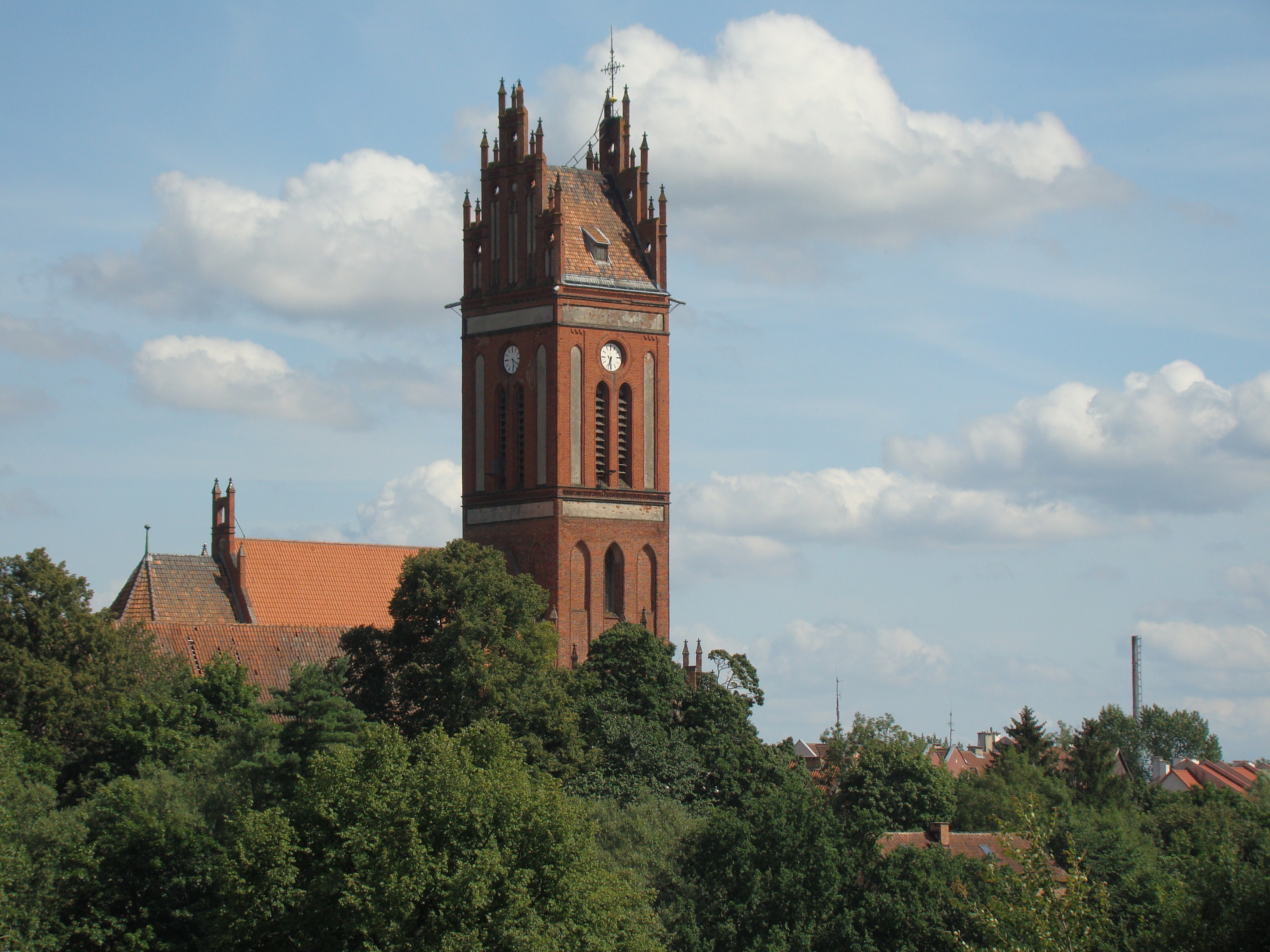
Костел Петра и Павла
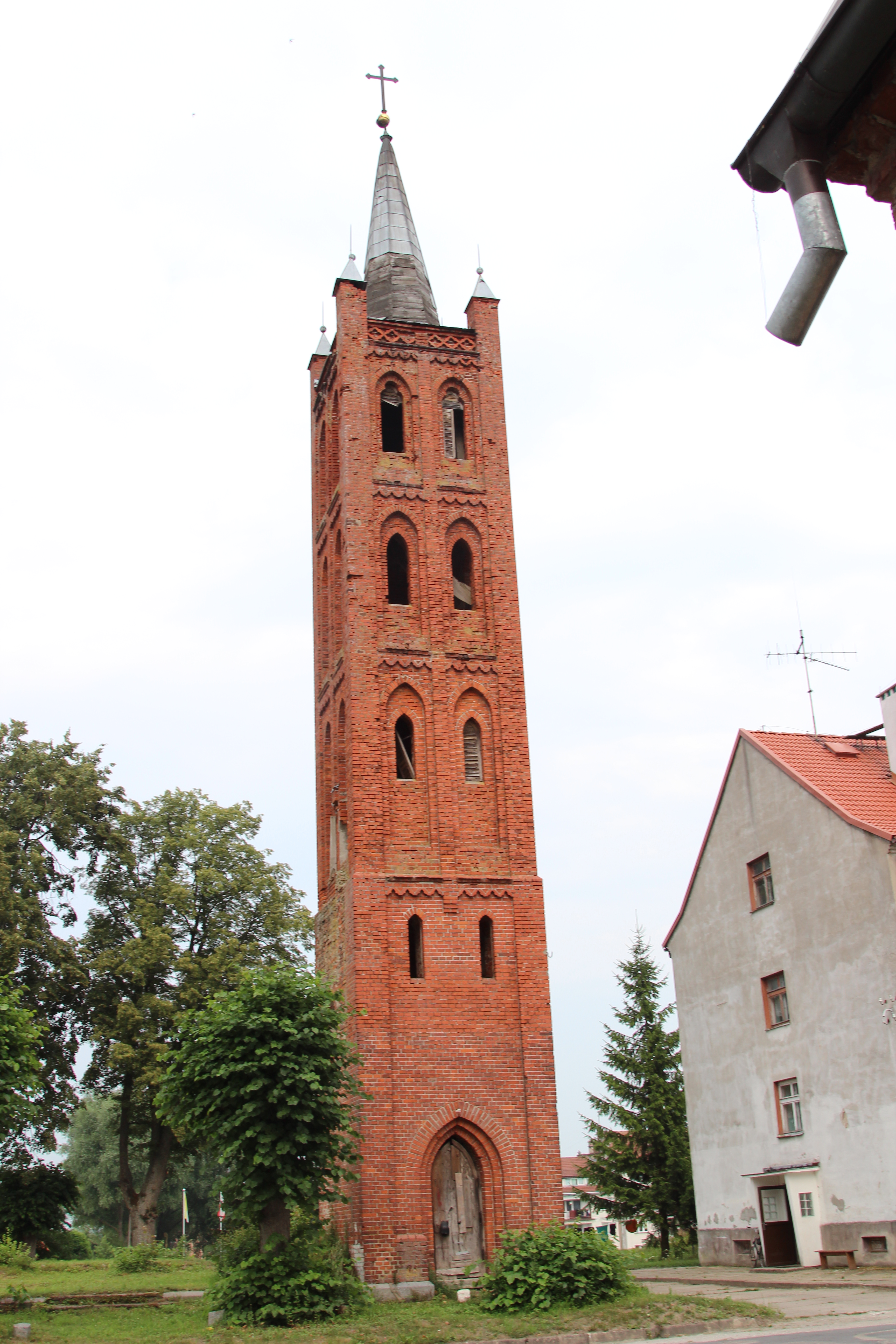
Башня лютеранской церкви
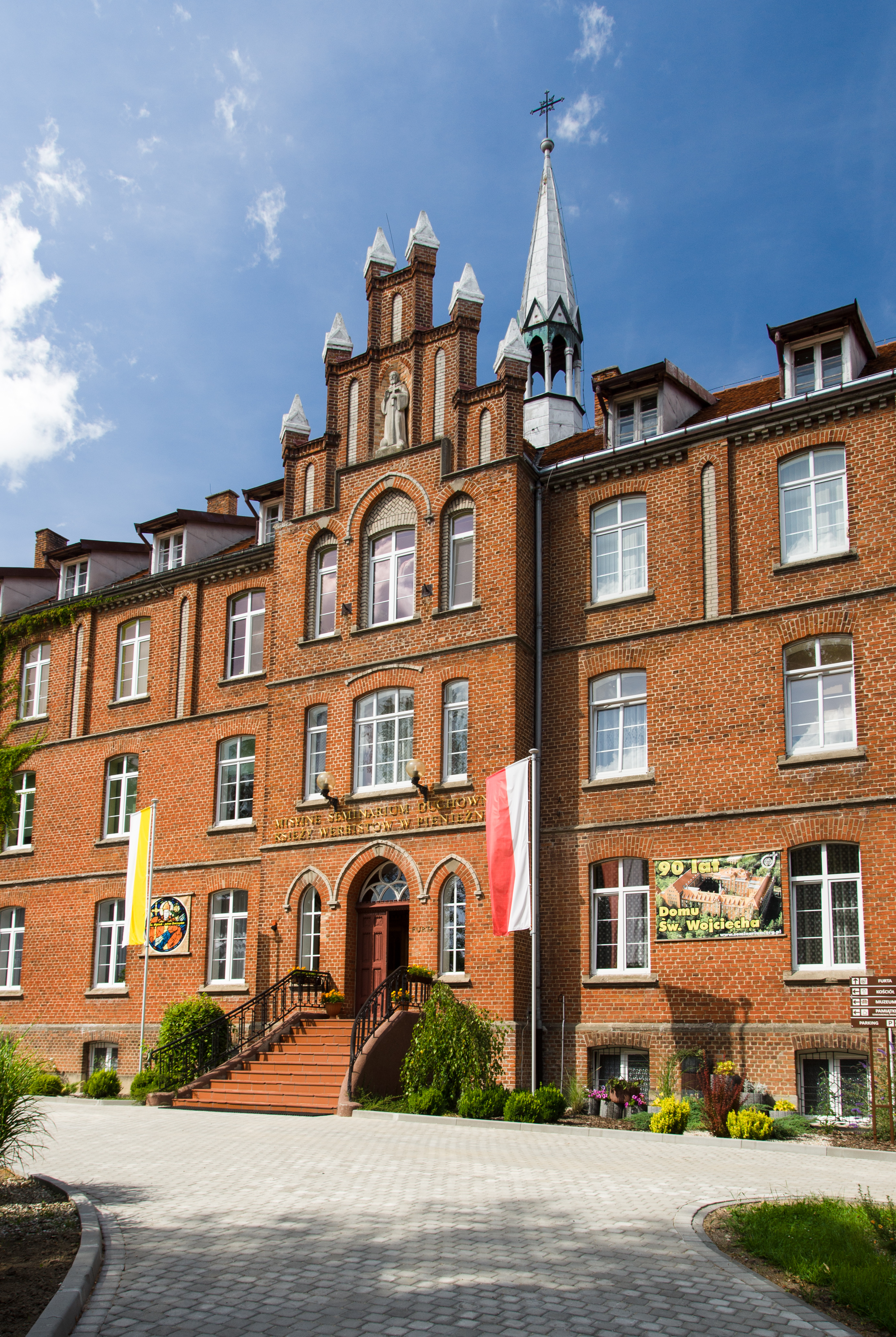
Этнографический музей конгрегации вербистов
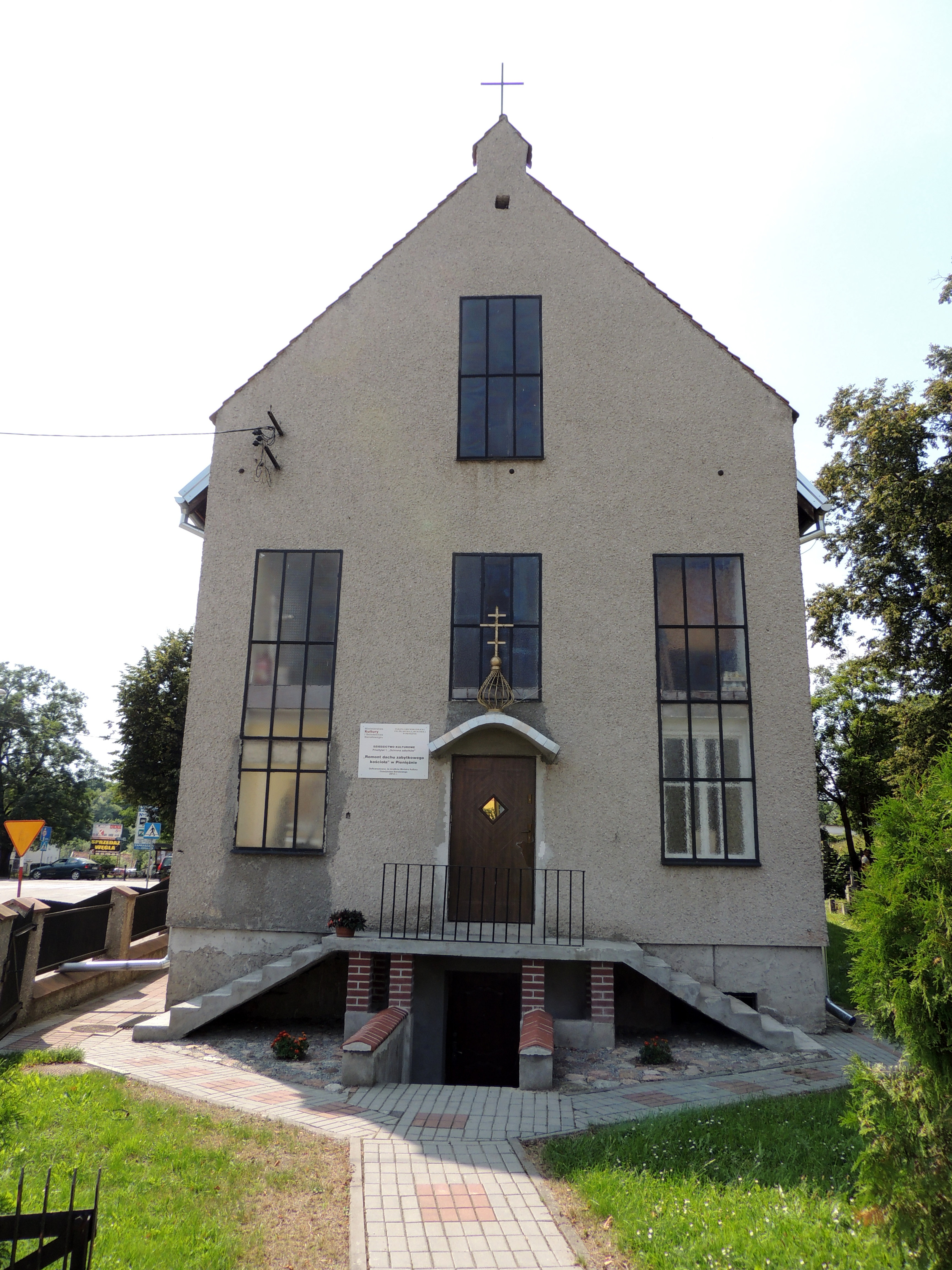
Греко-католическая церковь Св. Михаила
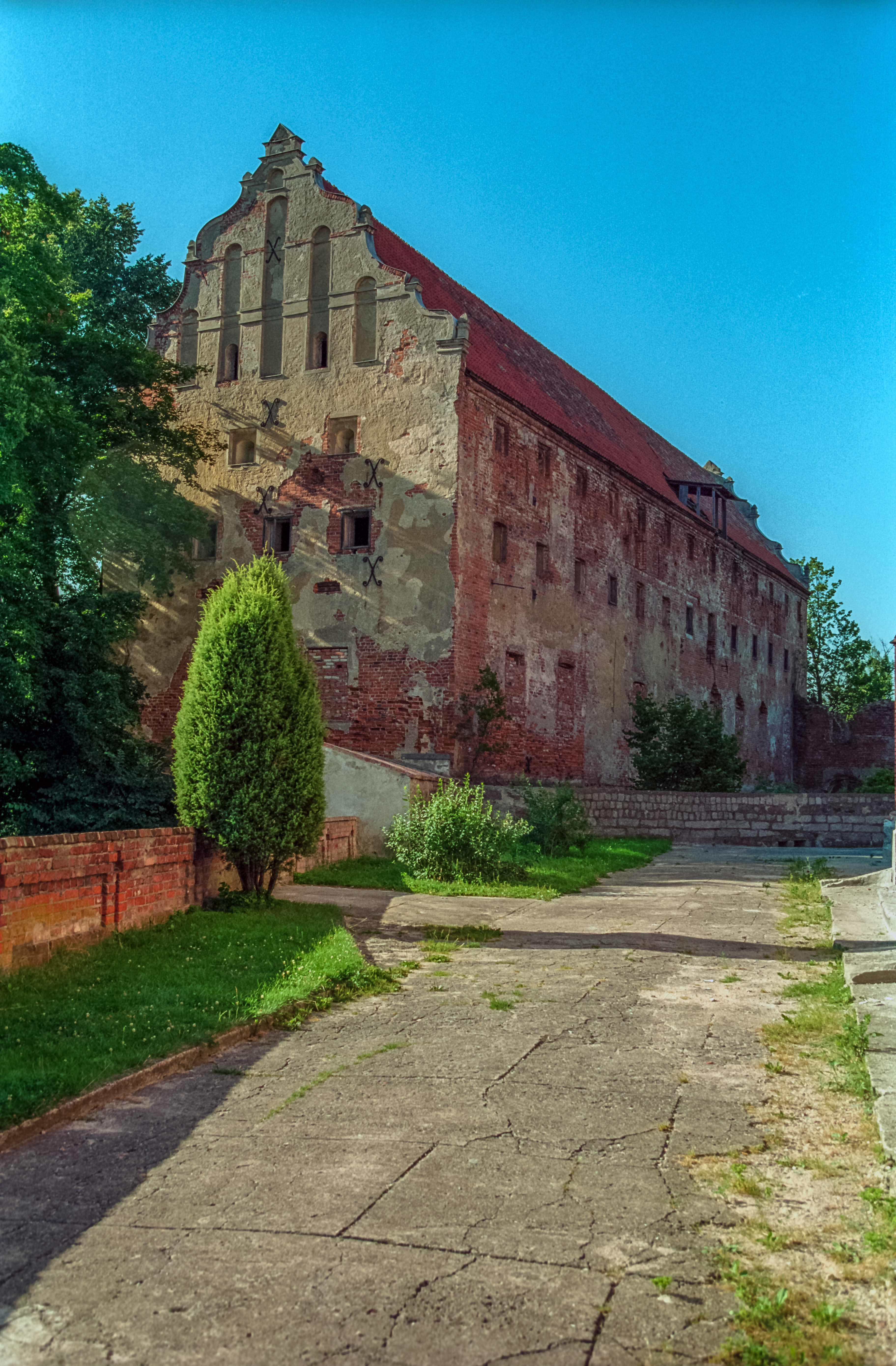
Detail der Burg
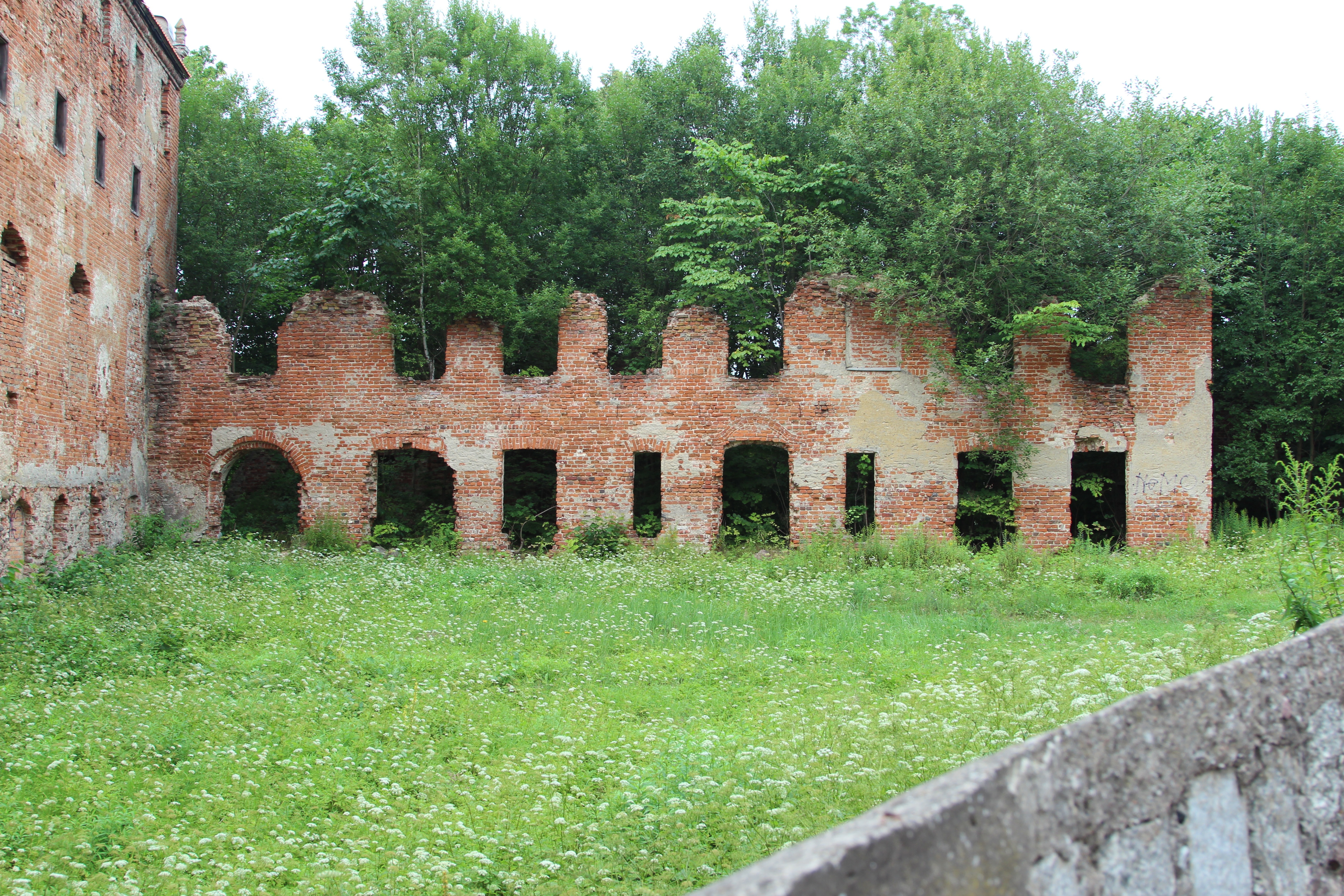
Detail der Burg